# Interdisciplinary Transformation University Austria
Die Interdisciplinary Transformation University Austria (Abkürzung in Eigenschreibweise IT:U) ist eine im Aufbau befindliche österreichische akademische Forschungs- und Bildungseinrichtung in Linz. Sie wurde im Juli 2022 durch eigenes Bundesgesetz als Technische Universität gegründet. Seit Oktober 2024 findet ein regulärer universitärer Betrieb statt.
Die ursprünglich vorgesehene Bezeichnung Technische Universität Linz (TU Linz) wurde nach heftiger Kritik aufgegeben und durch Institute of Digital Sciences Austria (IDSA) ersetzt. Auf Vorschlag der Gründungspräsidentin Stefanie Lindstaedt erhielt die IT:U im November 2023 ihren heutigen Namen. Dieser wurde 2024 durch Bundesgesetz bestätigt.

## Geschichte
In Linz bestand bereits vor Gründung der oberösterreichischen Landesuniversität, der Johannes-Kepler-Universität (JKU), für sehr kurze Zeit eine akademische technische Bildungseinrichtung, die Technische Hochschule Linz. Diese existierte nur von 1943 bis 1945.
Technische Fächer wurden in Oberösterreich auf akademischer Ebene ab 1969 durch die Technisch-Naturwissenschaftliche Fakultät der JKU Linz sowie ab 1993 durch die Fachhochschule Oberösterreich angeboten. Den Wunsch nach einem eigenständigen universitären akademischen Angebot in Oberösterreich, insbesondere einer Technischen Universität, äußerten sowohl die regionale Wirtschaft als auch die Landespolitik. Nach längeren politischen Diskussionen kündigte Bundeskanzler Sebastian Kurz ihre Gründung im Vorfeld der Wahl zum Oberösterreichischen Landtag 2021 an.
Im Sommer 2022 wurde das IDSA durch das Bundesgesetz über die Gründung des Institute of Digital Sciences Austria bzw. dessen Veröffentlichung im Bundesgesetzblatt rechtlich gegründet. Es wird darin ausdrücklich als Technische Universität bezeichnet, allerdings besteht nur in Randgebieten Bezug zu universitären Gesetzen. Das neue Gesetz für die IT:U soll eine reduziertere und anpassungsfähigere Ausgestaltung ermöglichen. Die Aufgaben der IT:U beziehen sich auf alle Felder der Digitalisierung und sind im Gesetzestext festgelegt:
An den Gründungskosten werden sich sowohl der Bund als auch das Land Oberösterreich beteiligen. Ein Gründungskonvent hat seine Arbeit bereits aufgenommen. Als Mitglieder wurden ursprünglich Gerald Bast, Martin Hitz, Johanna Pirker, Christopher Lindinger, Katja Schechtner, Dieter Kranzlmüller, Claudia von der Linden (Vorsitzende), Christina Rami-Mark und Helmut Fallmann nominiert.
Für die Funktion des Gründungspräsidenten wurden in einem Medienbericht unter anderen der aus Oberösterreich stammende Quantenforscher Anton Zeilinger ins Spiel gebracht, der sich dazu jedoch nicht öffentlich geäußert hat. Im Gegensatz dazu hatte JKU-Rektor Meinhard Lukas in einer öffentlichen Videobotschaft seine Bewerbung für diese Position angekündigt.
Im Gesetz ist die „schrittweise Aufnahme des Regelbetriebs ab Beginn des Wintersemesters 2023/24“ definiert.
Seit Oktober 2024 läuft der geregelte universitäre Betrieb an der IT:U.
Am 24. Januar 2023 berichtete Der Standard vom Rücktritt des Konventmitgliedes Gerald Bast „einen Tag vor den Hearings“ mit der Begründung, Mitglieder des Konvents wären befangen. Am nächsten Tag wurde bekannt, dass Wilfried Eichlseder, Rektor der Montanuniversität Leoben, dem zurück getretenen Bast nachfolgt. In Zusammenhang mit Basts Rücktritt und Eichlseders Bestellung äußerte der Linzer Bürgermeister Klaus Luger, dass er den Gründungsfahrplan für „absurd“ halte.
Am 5. März 2023 gab der Gründungskonvent nach Hearings bekannt, dass Stefanie Lindstaedt zur Gründungspräsidentin designiert wurde. Die Beschwerde von Gründungskonventmitglied Helmut Fallmann, Vorstandsvorsitzender von Fabasoft, wegen Ungereimtheiten im Auswahlverfahren wurde vom Bundesministerium für Bildung, Wissenschaft und Forschung abgewiesen. Fallmann trat daraufhin aus dem Konvent zurück. Vom Land Oberösterreich wurde der Direktor des oberösterreichischen Landtags und des Verfassungsdienstes im Amt der Landesregierung, Wolfgang Steiner, in den Gründungskonvent nominiert. Die Industriellenvereinigung Oberösterreich bekannte sich offen für den von ihr favorisierten Kandidaten Meinhard Lukas; ihr Präsident Stefan Pierer ließ sich mit „Ein befangenes Gremium hat nicht die beste Entscheidung getroffen“ zitieren. In der Presse wurde das Zustandekommen der Entscheidung und die versuchte Einflussnahme („Freunderlwirtschaft“) diskutiert. 2024 wurde das Ermittlungsverfahren gegen alle involvierte Organe bei der Wahl der Gründungspräsidentin eingestellt, die Staatsanwaltschaft Wien fand keine Anhaltspunkte für eine unrechtmäßige Bestellung.
Mit Beginn des Herbst-/Wintersemesters 2024/25 forschten elf neu berufene Gründungsprofessoren an der IT:U, außerdem startete das zweite Doktoratsstudium Computational X zusätzlich zum ersten Doktoratsstudium Digital Transformation in Learning, welches in Kooperation zwischen IT:U und JKU konzipiert wurde. Ende 2024 wurde die IT:U Mitglied des Complexity Science Hub.
Im Herbst 2025 startet das erste Masterprogramm „Interdisciplinary Computing“ an der IT:U.
Bis zum Studienjahr 2030/31 soll die Universität 5000 Studierende und bis 2036/37 etwa 150 Professoren und Äquivalente haben.

## Infrastruktur
Die IT:U mietet in ihrer Anfangsphase leerstehende Flächen der Johannes-Kepler-Universität. Im Herbst 2025 vergrößert die IT:U ihre Räumlichkeiten um das ehemalige Apple-Büro in Linz, diese wurden bis 2029 angemietet.

## Kritik
Sabine Seidler, damalige Vorsitzende der Österreichischen Universitätenkonferenz (uniko) kritisierte das Modell der IDSA-Gründung, weil sie den universalen Charakter der Neugründung nicht erkennen könne und keinen Bedarf für sie sieht. Die oberösterreichische Landesorganisation der NEOS lehnt das Finanzierungskonzept ab, da dieses die Finanzierung anderer österreichischer Hochschulen zu sehr beschneide und zudem intransparent sei. Der Rechnungshof Österreich kritisierte die juristische Ausführung, konkret die Vermeidung des Universitätsgesetzes als Grundlage des Institutes. Der Verfassungsdienst urteilte, dass den Studenten rechtliche Nachteile im Vergleich zu Studenten ordentlicher Universitäten entstehen, da die Rechtsbeziehung zwischen Studenten und IDSA eine privatrechtliche ist. Diese ist in § 9 Abs. 3 des Gesetzes ausdrücklich festgehalten.
Der Senat der JKU und die Kunstuniversität Linz wiesen mit großer Sorge auf die Öffnung für politischen Einfluss und die verringerte Unabhängigkeit des IDSA hin sowie die Gefährdung der Freiheit von Wissenschaft und Lehre durch Ausgrenzung der Angestellten vom regulären Kollektivvertrag für Universitäten. Der Betriebsrat der JKU warnte vor einem Umbau des österreichischen Universitätssystems und wies den Gesetzesentwurf vollumfänglich zurück. Die Studienvertretung der JKU ortete durch die Gründung einer öffentlichen Universität außerhalb des Universitätsgesetzes einer eklatanten Benachteiligung der Studierenden. Kritik gab es außerdem von zahlreichen weiteren Universitäten und Stakeholdern, so etwa von der Agentur für Qualitätssicherung und Akkreditierung Austria (AQ Austria), verschiedenen Arbeitskreisen für Gleichbehandlungsfragen, dem Verband der Professorinnen und Professoren der österreichischen Universitäten (UPV), der Industriellenvereinigung, der Gewerkschaft Öffentlicher Dienst und der Senatsvorsitzendenkonferenz.
Im Frühjahr 2025 sprachen sich mehrere Politiker für die IT:U aus. Etwa betonten der Linzer Bürgermeister Dietmar Prammer, der oberösterreichische Landeshauptmann Thomas Stelzer sowie die neue Wissenschaftsministerin Eva-Maria Holzleitner, dass nach wie vor Linz als Sitz der IT:U vorgesehen ist, und sie hier einen geeigneten ein Standort finden wollen.  Stelzer bezeichnet die Universität als neues Zentrum für Wissenschaft, Forschung und Bildung, und als große Chance für den Standort aber auch die ganze Republik.

## Benennungsdiskussion
Mitte Juli 2023 äußerte Gründungspräsidentin Stefanie Lindtstaedt in einem Medienbericht, sie strebe eine Änderung des Namens an, da ihrer Meinung nach die gesetzlich festgelegte Bezeichnung Institute of Digital Sciences Austria zu Verwechslungen führen könnte. Am 27. November 2023 wurde die neue Bezeichnung der Universität als ITU – Interdisciplinary Transformation University vorgestellt.

## Standortdiskussion
Die noch offene Frage zum Standort der Bildungseinrichtung wurde von Wissenschaftsministerin Eva-Maria Holzleitner anlässlich eines Linz-Besuches im März 2025 als lösbar bezeichnet. Sie wolle sich dazu mit Landeshauptmann  Thomas Stelzer und dem Linzer Bürgermeister Dietmar Prammer treffen und Möglichkeiten erörtern.